# Nops siboney
Nops siboney là một loài nhện trong họ Caponiidae.
Loài này thuộc chi Nops. Nops siboney được Sánchez-Ruiz miêu tả năm 2004.